# Quentin Dastugue
Quentin D. Dastugue (nascut al desembre de 1955) és el fundador de l'empresa Property One, Inc de Nova Orleans. També és congressista de la Cambra de Representants de Louisiana pel Partit Demòcrata dels Estats Units entre el 1979 i el 1983. El 1984, es va afiliar al Partit Republicà dels Estats Units per donar suport a la reelecció del president Ronald Reagan.
El 1990 va intentar assolir el càrrec de senador dels Estats Units, però no ho va aconseguir. També fou candidat pel càrrec de Governador de Louisiana, cosa que tampoc aconseguí.